# 불모산터널
불모산터널(佛母山터널)은 경상남도 창원시 성산구 불모산동과 김해시 대청동을 잇는 터널이다. 창원터널의 혼잡을 막기 위해 건설된 창원 ~ 부산간 자동차전용도로의 일부로, 2012년 2월에 개통되었다.

## 건설
1994년 창원터널 개통 이후, 고속도로를 통해서 창원의 접근성을 높이려는 초기 의도와 달리 2000년 이후 장유 신도시의 개발이 가속화되면서 장유 지역의 인구가 폭증하여 장유에서 창원으로 통근하는 교통량이 해마다 급증하였다.
이에 따라 창원터널의 제2터널 건설이 추진되었고, 창원시 쪽 터널 입구는 창원터널로부터 남쪽으로 680여 m, 김해시 쪽 터널 입구는 창원터널로부터 남서쪽으로 230여 m 떨어진 곳으로 결정되었다. 2013년 개통을 목표로 3,617억 원의 사업비가 투입되었으며, 건설 사업 시행사는 '주식회사 경남하이웨이'가 선정되었다.
이 터널은 2012년 2월 29일에 임시 개통되었으며, 2013년 11월 10일까지 무료로 개통되었다. 2013년 11월 11일부터 유료로 전환되어 통행료로 소형 900원, 중형 1300원, 대형 1800원을 징수하였으나, 2018년 4월 1일부터 통행료가 인하되었다.

## 명칭
사업 초기 이 터널의 명칭에 대해 창원시는 제2창원터널을, 김해시는 장유터널을 요구해 지자체간 갈등이 발생하였는데, 2011년 경상남도에서 현재 명칭인 불모산터널로 잠정 결정해 양쪽 지자체의 의견을 들은 뒤 이 명칭으로 결정되었다.

## 통행료
2018년 4월 1일 기준이다.
| 구분   | 창원요금소 | 녹산요금소 |
| ------ | ---------- | ---------- |
| 경차   | 500        | 500        |
| 소형차 | 1,000      | 1,000      |
| 중형차 | 1,500      | 1,500      |
| 대형차 | 1,900      | 1,900      |

통행료는 도로 운영기관인 경남하이웨이에서 2015년 12월 12일부터 2045년 12월 10일까지 30년간 징수한다.

## 논란
창원시에서는 도로 미관을 위해 경관 가드레일, 즉 일반 가드레일보다 좀 더 아름다운 가드레일 설치를 승인했는데 이 중 일부 예산은 민간자본투자도로임에도 불구하고 창원시가 부담해야 했다. 게다가 이 경관 가드레일은 낭떠러지 옆에 설치되어 있었고, 일반 가드레일보다 강도도 약했으며 설치비도 훨씬 더 많이 들어 예산 낭비로 지적받기도 했다.
결국 총 1,482m 규모의 가드레일이 설치되었고, 1m당 117,000원을 들여 총 1억 7천여만 원이 사용되었다. 이에 대해 감사원은 2012년 3월 이 가드레일이 국토해양부의 기준을 만족하지 않는다며 경상남도와 감리단등에 통보했다. 자동차전용도로의 경우 가드레일의 성능이 14톤 차량이 시속 65km로 비스듬히 충격했을 때도 견딜 수 있는 5등급 이상이 되어야 하는데 불모산터널의 경관 가드레일은 이보다 낮은 3등급이라는 것이다. 경상남도는 경관만이 아니라 현장의 도로구조 등도 반영해 설치했다며 감사원에 이의를 신청할 방침을 밝혔다.
그런데 이 가드레일이 경남도의 요구로 설치되었다는 것이 드러나 논란이 일고 있다. 심지어 이 가드레일은 거가대교에도 설치되었다고 한다.